# ضرغام مهدی
ضرغام مهدی (انگلیسی: Dhurgham Mahdi؛ زادهٔ ۱ ژوئیهٔ ۱۹۵۱) بازیکن فوتبال اهل عراق بود.
وی همچنین در تیم ملی فوتبال عراق بازی کرده‌است.